# St Andrews Priory
Die St Andrews Priory ist eine ehemalige Abtei der Augustiner-Chorherren in der schottischen Stadt St Andrews in der Council Area Fife. 1971 wurde die Ruine als Einzeldenkmal in die schottischen Denkmallisten in der höchsten Denkmalkategorie A aufgenommen. Die Einstufung wurde jedoch 2018 zurückgenommen. Als Teil der St Andrews Cathedral ist die Anlage des Weiteren als Scheduled Monument klassifiziert. Sie zählt außerdem zu den Guardianship Monuments von Historic Scotland.

## Geschichte
Spätestens seit dem 8. Jahrhundert ist die christliche Nutzung des Standortes belegt. In dieser Zeit sollen die Gebeine des Apostels Andreas hierher verbracht worden sein. Um das Jahr 1070 entstand dort die Keimzelle der heutigen St Rule’s Church für die Augustiner-Chorherren. Bischof Robert von St Andrews lud den Abt von Scone Abbey 1140 nach St Andrews ein, um der St Andrews Cathedral eine Abtei hinzuzufügen. Die Abtei wurde vornehmlich im frühen 13. Jahrhundert errichtet, die Fertigstellung der landwirtschaftlichen Außengebäude zog sich jedoch noch bis in das folgende Jahrhundert hin.
Die zu Zeiten der schottischen Reformation aufgegebene Abtei verfiel in den folgenden Jahrhunderten. Im Jahre 1890 beauftragte John Patrick Crichton-Stuart, 3. Marquess of Bute den schottischen Architekten John Kinross mit der teilweisen Restauration der Abtei. Kinross setzte rotes Sandsteinmauerwerk auf das in Teilen erhaltenen Erdgeschoss auf.